# Dream: Japan GP Final
Dream: Japan GP Final, também conhecido como  Dream Japan GP – 2011 Bantamweight Japan Tournament Final, foi um evento de artes marciais mistas da série DREAM. O evento aconteceu em 16 de julho de 2011 no Ariake Coliseum em Tóquio, Japão.

## Background
O vencedor da luta entre Kenji Osawa e Keisuke Fujiwara se juntou aos finalistas do Torneio de Galos do Japão de 2011, Masakazu Imanari e Hideo Tokoro, em um GP Mundial dos Galos do DREAM esperado para acontecer no mesmo ano.
Willamy Freire sofreu uma lesão na mão durante os treinos, o que o forçou a sair de sua luta contra Kawajiri. Ele foi substituído por Drew Fickett.
Todd Duffee era esperado para enfrentar Nick Gaston nesse evento, mas foi forçado a se retirar da luta com uma leão desconhecida.
Hayato Sakurai era esperado para lutar contra Marius Žaromskis nesse evento, porém uma lesão na perna o forçou a se retirar da luta. Žaromskis permaneceu e enfrentou Eiji Ishikawa em um peso casado de 79 kg (175 lbs).

## Chave do Torneio de Galos do Japão de 2011
|  | Quartas de final | Quartas de final |                  |     | Semifinais | Semifinais |  |  | Final | Final |
|  |                  |                  |                  |     |            |            |  |  |       |       |
|  |                  |                  |                  |     |            |            |  |  |       |       |
|  |                  |                  |                  |     |            |            |  |  |       |       |
|  | Masakazu Imanari | V                |                  |     |            |            |  |  |       |       |
|  | Masakazu Imanari | V                |                  |     |            |            |  |  |       |       |
|  | Keisuke Fujiwara | DEC              |                  |     |            |            |  |  |       |       |
|  | Keisuke Fujiwara | DEC              | Masakazu Imanari | V   |            |            |  |  |       |       |
|  |                  |                  | Masakazu Imanari | V   |            |            |  |  |       |       |
|  |                  | Kenji Osawa      | FIN              |     |            |            |  |  |       |       |
|  | Takafumi Otsuka  | Kenji Osawa      | FIN              | DEC |            |            |  |  |       |       |
|  | Takafumi Otsuka  |                  |                  | DEC |            |            |  |  |       |       |
|  | Kenji Osawa      | V                |                  |     |            |            |  |  |       |       |
|  | Kenji Osawa      | V                | Masakazu Imanari | DEC |            |            |  |  |       |       |
|  |                  |                  | Masakazu Imanari | DEC |            |            |  |  |       |       |
|  |                  | Hideo Tokoro     | V                |     |            |            |  |  |       |       |
|  | Atsushi Yamamoto | Hideo Tokoro     | V                | V   |            |            |  |  |       |       |
|  | Atsushi Yamamoto |                  |                  | V   |            |            |  |  |       |       |
|  | Yusaku Nakamura  | TKO              |                  |     |            |            |  |  |       |       |
|  | Yusaku Nakamura  | TKO              | Atsushi Yamamoto | DEC |            |            |  |  |       |       |
|  |                  |                  | Atsushi Yamamoto | DEC |            |            |  |  |       |       |
|  |                  | Hideo Tokoro     | V                |     |            |            |  |  |       |       |
|  | Yoshiro Maeda    | Hideo Tokoro     | V                | FIN |            |            |  |  |       |       |
|  | Yoshiro Maeda    |                  |                  | FIN |            |            |  |  |       |       |
|  | Hideo Tokoro     | V                |                  |     |            |            |  |  |       |       |
|  | Hideo Tokoro     | V                |                  |     |            |            |  |  |       |       |